# Сануки
Сануки (яп. さぬき市 Сануки-си) — город в Японии, находящийся в префектуре Кагава. Площадь города составляет 158,90 км², население — 50 709 человек (1 августа 2014), плотность населения — 319,13 чел./км².

## Географическое положение
Город расположен на острове Сикоку в префектуре Кагава региона Сикоку. С ним граничат города Такамацу, Хигасикагава, Мима, Ава и посёлки Мики, Сёдосима.

## Население
Население города составляет 50 709 человек (1 августа 2014), а плотность — 319,13 чел./км². Изменение численности населения с 1980 по 2005 годы:
| 1980 | 55 576 чел. |  |
| 1985 | 57 152 чел. |  |
| 1990 | 57 604 чел. |  |
| 1995 | 58 390 чел. |  |
| 2000 | 57 772 чел. |  |
| 2005 | 55 754 чел. |  |

## Символика
Деревом города считается сосна, цветком — космея.